# Chiesa di Santa Maria Assunta (Giovo)

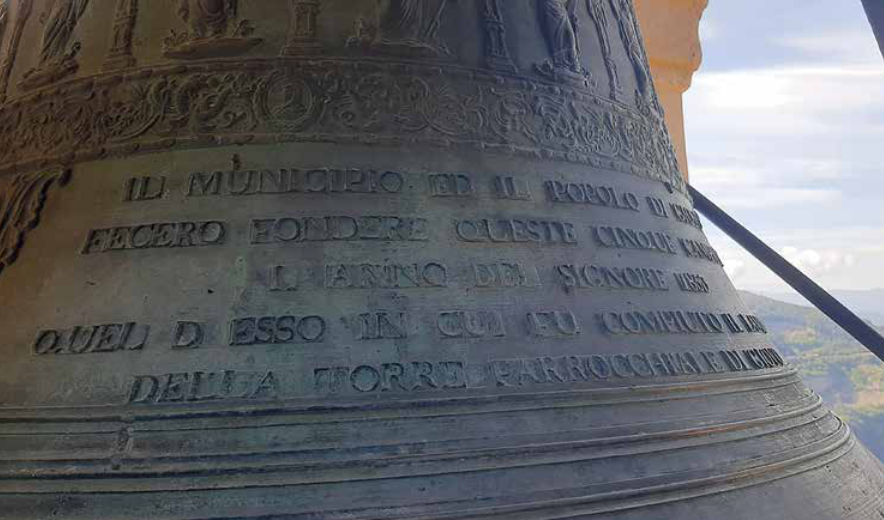
Il campanone con le eventuali scritte.

La chiesa di Santa Maria Assunta è la parrocchiale di Verla, capoluogo del comune di Giovo in Trentino. Appartiene alla zona pastorale di Mezzolombardo dell'arcidiocesi di Trento e risale al XII secolo.

## Storia

### Edificio medievale

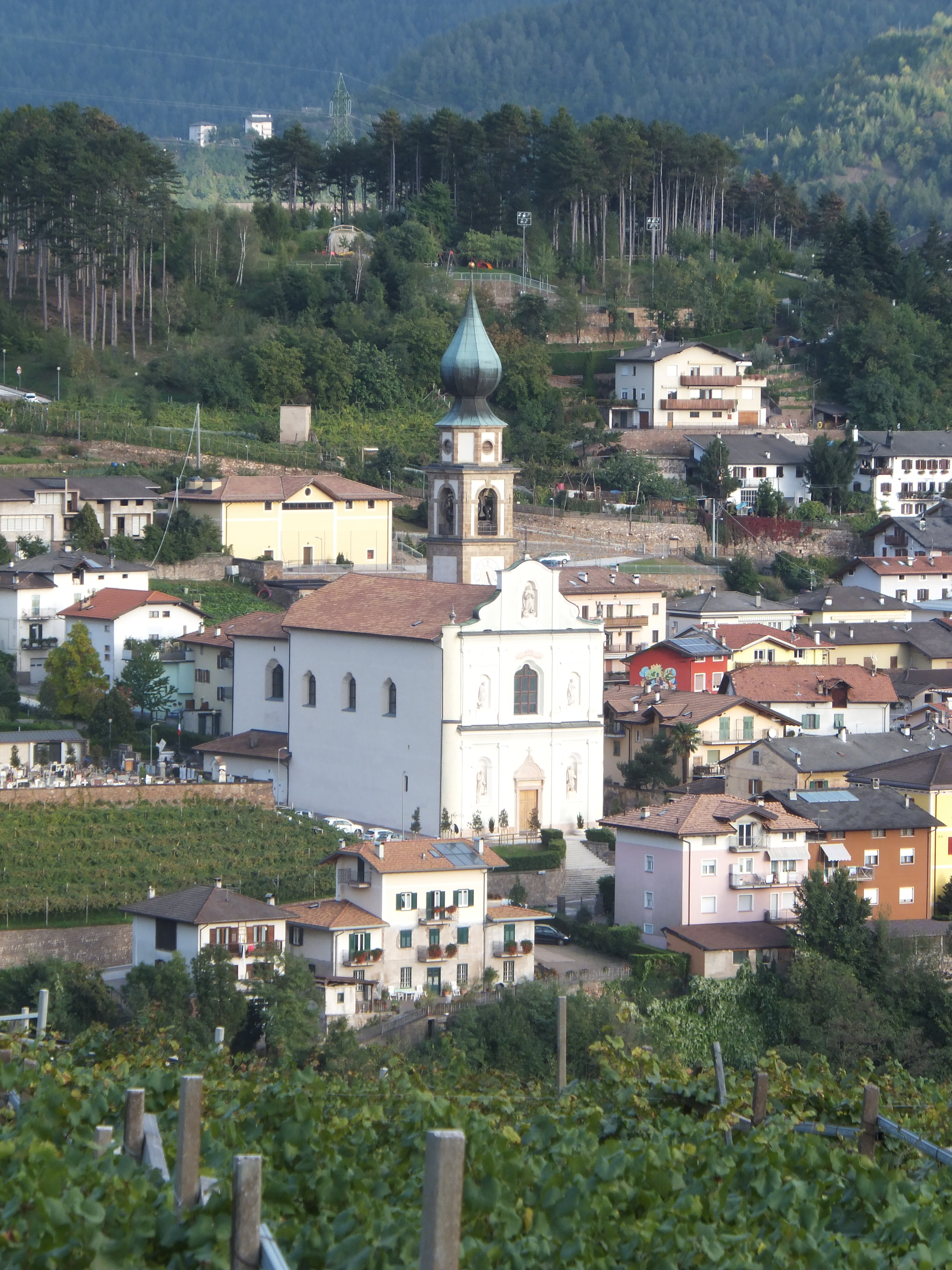
Chiesa di Santa Maria Assunta nell'abitato di Verla di Giovo.

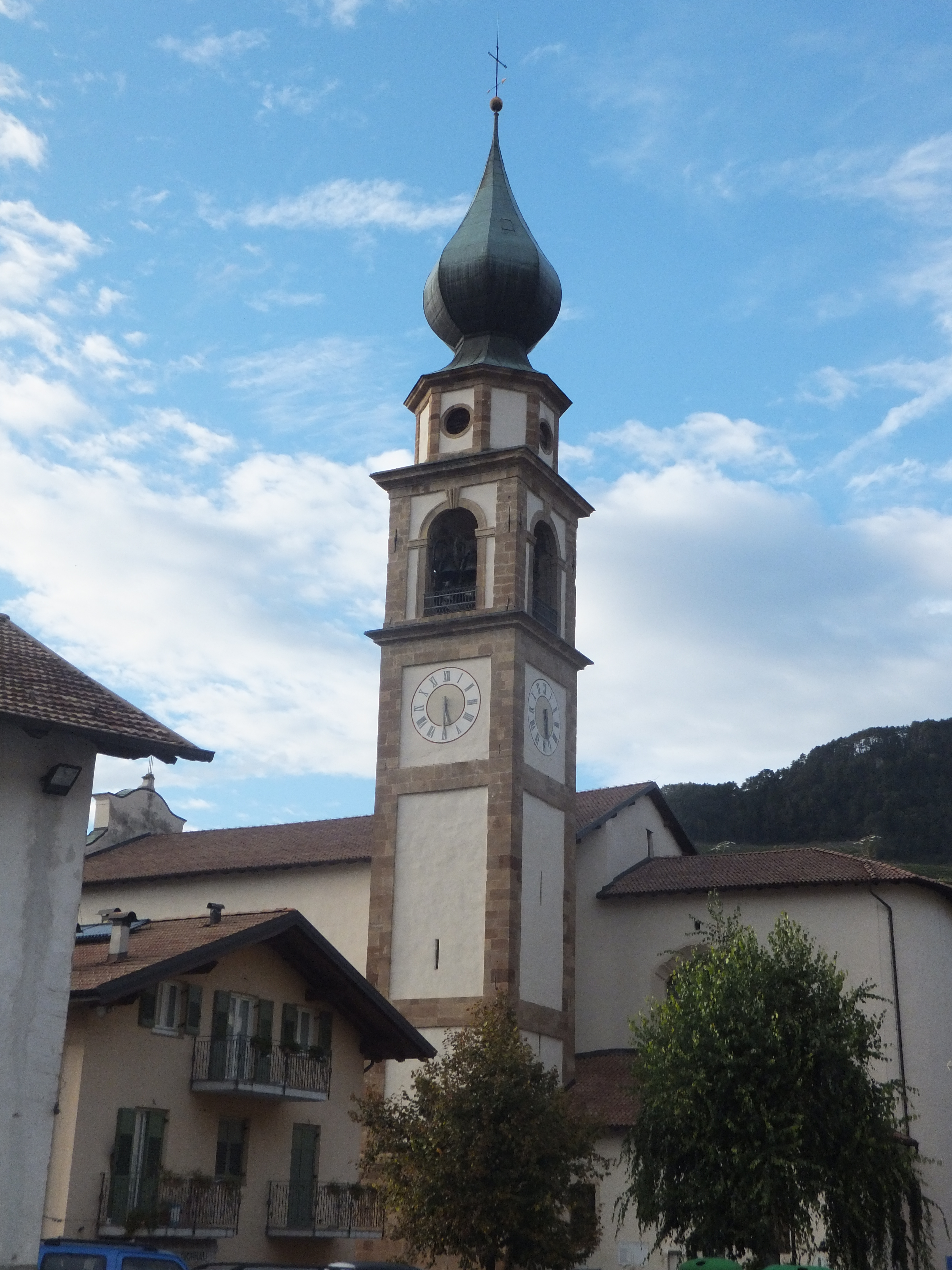
torre campanaria.

Giovo almeno dal XII secolo ebbe una pieve che fu documentata già attorno al 1145 e poi al 1177. Tale antica chiesa medievale possedeva una torre campanaria e vicino aveva un camposanto. Durante il XV secolo venne ricostruita di maggiori dimensioni, benedetta nel 1488 e riconsacrata nel 1501.
Nel 1145 divenne sussidiaria della chiesa di San Michele Arcangelo di San Michele all'Adige e da quella pieve arrivarono poi tutti i religiosi incaricati di seguire la comunità di Giovo.
La prima dedicazione storica della quale si hanno notizie fu per Santa Maria e solo dal 1710, con gli atti di una visita pastorale, si iniziò a citare la dedica all'Assunzione di Maria Vergine. 
Sempre nel 1710 prese corpo l'idea di costruire un nuovo edificio religioso e di sostituire così la chiesa storica, nella piccola valle dei Mulini, ormai inadeguata per dimensioni e stato di conservazione. La situazione del resto non era del tutto imprevedibile poiché già in occasione della visita pastorale del 1652 erano state evidenziate le condizioni di degrado di quella chiesa.
Le fasi preparatorie per l'edificazione arrivarono ad una svolta con l'acquisto del terreno adatto allo scopo e con la delibera della Regola nel corso del 1763. Il cantiere si aprì nel 1766 e le parti fondamentali della struttura furono erette entro il 1779 e in quel momento l'antica pieve fu esonerata dalle funzioni di culto, provvisoriamente affidate alla chiesa della Madonna dell'Aiuto di Verla. 
Tale decisione fu motivata dalla necessità di riutilizzare, nel nuovo tempio, le strutture dell'edificio storico, come l'importante portale gotico. Dopo aver recuperato strutture, arredi e suppellettili il vecchio edificio venne completamente demolito nel 1786.

### Edificio moderno

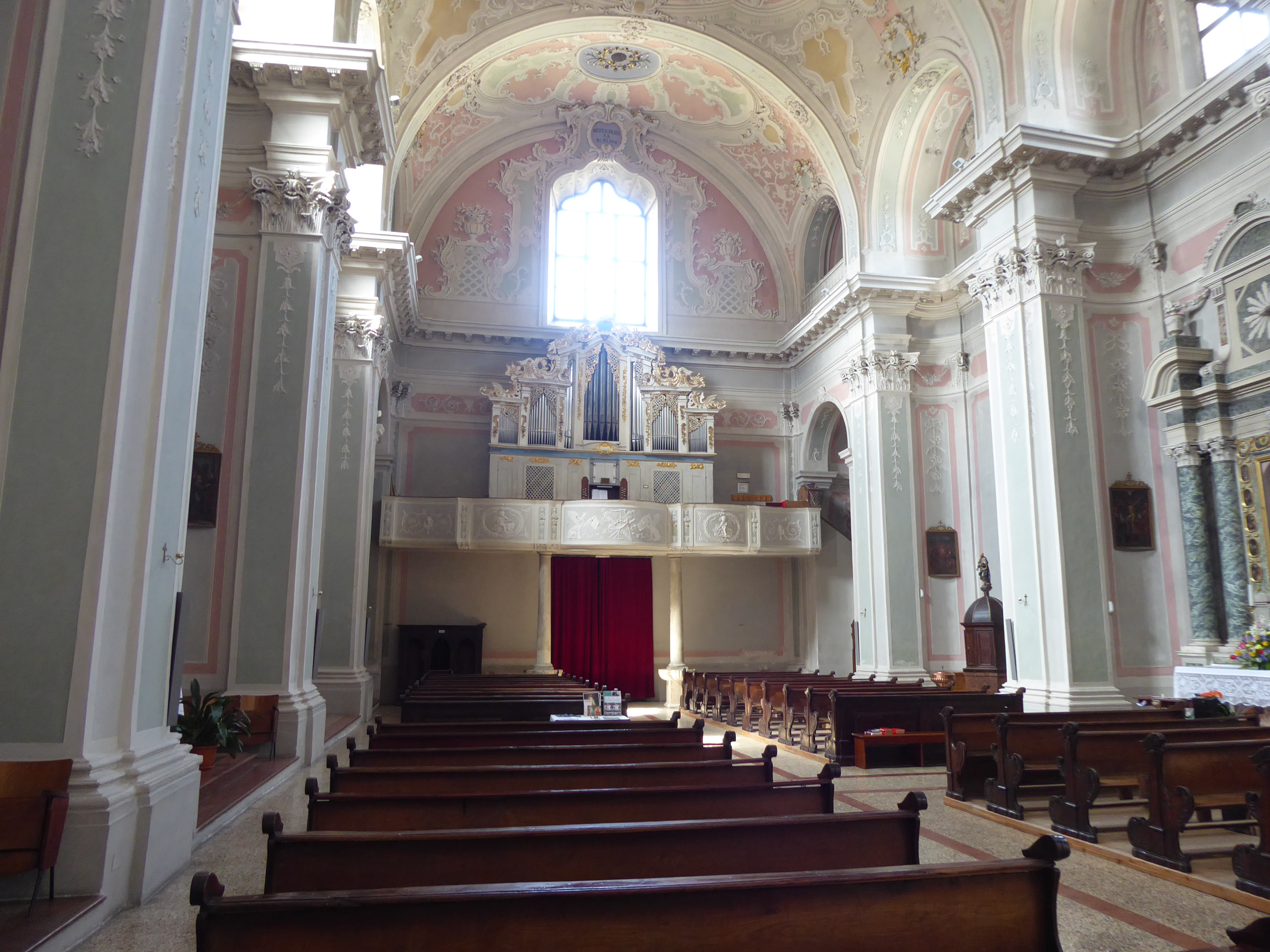
Navata con controfacciata ed organo a canne.

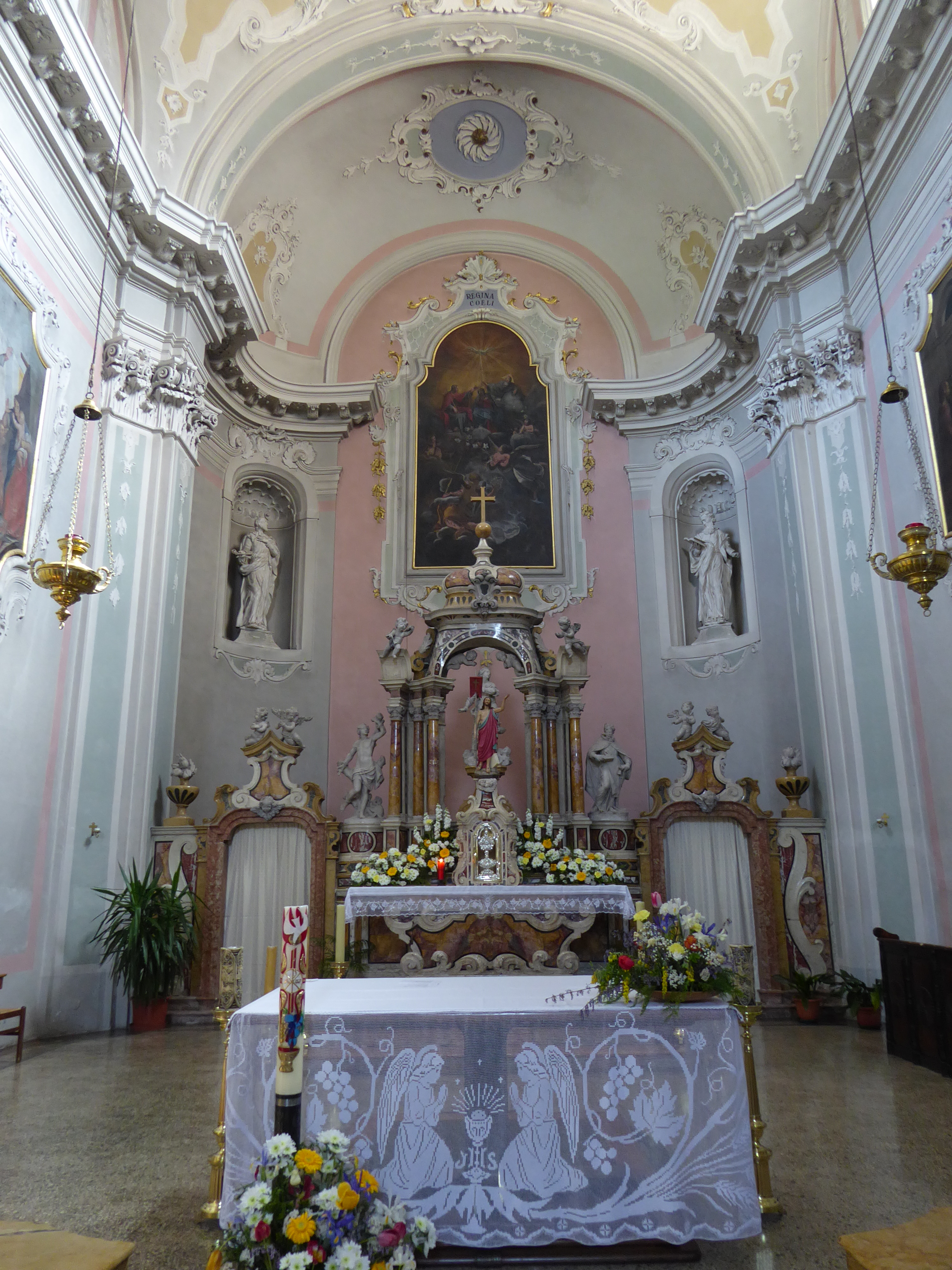
Presbiterio dopo l'adeguamento liturgico.

Entro il 1779 il nuovo edificio venne benedetto, e con esso anche il cimitero che vi era stato accostato. Iniziarono poi i lavori per il completamento e le rifiniture. Alla fine del secolo iniziò l'erezione della torre campanaria e la costruzione procedette con ritardi e momenti di pausa, bloccandosi provvisoriamente nel 1803 dopo aver predisposto la cella campanaria.
Nei primi anni del XIX secolo ottenne indipendenza parrocchiale da San Michele, poiché nel frattempo era stata soppressa, per effetto delle disposizioni napoleoniche, la prepositura del convento agostiniano di San Michele all'Adige. Pochi anni dopo fu completata la facciata e vennero effettuati restauri quindi, nel 1833, Francesco Saverio Luschin, vescovo di Trento, celebrò la consacrazione solenne della chiesa.
La torre campanaria fu ultimata solo nel 1853 con la posa della cipolla apicale, della croce su di essa e del parafulmini. Nello stesso anno, fu installata la prima campana (ovvero l'attuale campanone) fusa dalla fonderia Pruneri. Il campanone pesa 1.166,36 kg Poco dopo l'antico portale, che proveniva dalla chiesa medievale, venne smontato ed al suo posto venne sistemato quello che ci è pervenuto. I lavori proseguirono con la sistemazione del sagrato, l'eliminazione dell'antico cimitero accanto alla chiesa, sostituito da un altro in posizione diversa e il restauro della facciata. Su questa vennero poste cinque nicchie con le statue di Santa Maria Assunta e di quattro santi.
Nel XX secolo, tra il 1904 ed il 1906, venne rivista la decorazione a stucchi, che fu anche ridipinta, poi venne riparata la copertura a cipolla della torre campanaria. Subito dopo venne rinnovata la pavimentazione della sala.
Nel primo dopoguerra venne installato l'impianto elettrico e nuovamente fu restaurata la torre campanaria.
Nel secondo dopoguerra sul campanile venne installato l'orologio.
Gli ultimi restauri sono iniziati negli anni sessanta ed hanno comportato una nuova copertura in tegole sul tetto, la tinteggiatura generale, il controllo degli stucchi e nuovi interventi al sagrato esterno.
Nel 2022 vengono restaurate le 4 campane, ma il campanone più grande resta lo stesso.

## Descrizione
Sulla facciata le statue dell'Assunta e degli evangelisti Giovanni, Matteo e Marco, oltre a Sant'Agostino, sono attribuire a Francesco Peterlongo.
L'altar maggiore, in marmo e ricco di statue, è opera di Leonardo Campochiesa.